# 凱瑟琳 (瑪利歐)
凱瑟琳是任天堂電子遊戲系列马力欧系列中的虛構角色。凱瑟琳在1987年發售的《夢工廠悸動恐慌》中首度登場，而後由於《夢工廠悸動恐慌》被任天堂修改後當作面向歐美國家發售的《超级马力欧兄弟》之續作《超級瑪利歐兄弟2》，凱瑟琳成為马力欧系列的角色。
在《超级马力欧兄弟USA》的英文版的說明手冊中，任天堂使用代表男性的代詞稱呼凱瑟琳，並稱他「認為自己是一個女孩」，還稱他希望自己「不應該叫而應該叫」。這導致凱瑟琳被一些人認為是跨性別人士，乃至電子遊戲歷史上的第一位跨性別人士。任天堂在後續重新發行《超级马力欧兄弟USA》時刪去了關於的描述；在更後的遊戲中開始使用女性代詞稱呼凱瑟琳。
在《瑪利歐網球64》之前的作品她的左手是沒有帶著鑽石戒指，但在《瑪利歐高爾夫 家庭巡迴賽》之後的作品就帶著鑽石戒指。
凱瑟琳后在多人同樂的遊戲中多次出场，经常与耀西搭档。

## 備註
1. ↑  马力欧系列首次登場
2. ↑  這個面向歐美的「超級瑪利歐兄弟2」之後又被任天堂重新在日本以（Super Mario USA）之名發售，後者成為中文圈以「超级马力欧兄弟USA」名稱而廣為認知。